# ヘンイコサン
ヘンイコサン (henicosane) は有機化合物で、直鎖アルカンの一種。化学式は C21H44 の、無色のロウ状固体。かつてはヘンエイコサン (heneicosan) と呼ばれていた。異性体の数は910726。